# Seznam zámků v Česku
Seznam zámků v Česku zahrnuje dosud stojící zámky. Zámkem se zde rozumí zpravidla volně stojící šlechtická obytná a reprezentativní budova, často vkomponovaná do přírodního prostředí nebo doplněná zahradou či parkem. Na rozdíl od hradu, středověkého opevněného panského sídla, byl zámek výstavným a umělecky zdobeným obydlím novověké šlechty.
Vzhledem k počtu zámků v Česku nemusí být seznam úplný. Nejsou v něm uvedeny zaniklé zámky (viz Seznam zaniklých zámků v Česku) a zpravidla ani lovecké zámečky a letohrádky (viz Seznam loveckých hrádků a zámečků v Česku). Podrobnější seznamy dosud stojících zámků jsou v samostatných článcích pro jednotlivé kraje.

## A
- Adamov
- Adršpach
- Albeř
- Aleje
- Allein
- Annaburg
- Apollónův chrám
- Arnultovice

## B
- Bartošovice
- Batelov (nový zámek)
- Batelov (starý zámek)
- Bečov nad Teplou
- Bečváry
- Bechyně
- Bělá pod Bezdězem
- Belvedér
- Belvín
- Benátky nad Jizerou
- Benešov nad Ploučnicí (zámecký komplex)
- Berchembogen
- Berchtold
- Bezno
- Bezdružice
- Bílá
- Bílá Lhota
- Bílá Voda
- Bílence
- Bílé Poličany
- Bílina
- Bílovec
- Biskupice (Jevíčko)
- Blansko
- Blatná
- Blatno
- Blažkov
- Blovice
- Bludov
- Bohdalice
- Bohutice
- Bolatice
- Bolehošťská Lhota
- Bon Repos
- Borotín
- Borovany
- Boskovice
- Botelov
- Božejov
- Brandlín
- Brandýs nad Labem
- Brandýs nad Orlicí
- Branišovice
- Branná
- Brantice
- Bratronice
- Bravantický zámek
- Bredovský letohrádek
- Brloh
- Brněnské Ivanovice
- Brno (letohrádek Mitrovských)
- Brno-Královo Pole
- Brno-Líšeň
- Brno-Medlánky
- Brno-Pisárky
- Brno-Řečkovice
- Brodek
- Brozany
- Brtnice
- Bruntál
- Břeclav
- Březina (okres Pelhřimov)
- Březina (okres Rokycany)
- Březnice
- Březolupy
- Břežany
- Bučovice
- Budeč
- Budenice
- Budislav
- Budíškovice
- Budišov
- Budkov
- Budov
- Budyně nad Ohří
- Buchlovice
- Bukovany
- Bukovec
- Bušovice
- Buštěhrad
- Býchory
- Bystré
- Bystřice pod Hostýnem
- Bzenec
- Bzí

## C
- Cebiv
- Cerekvice nad Bystřicí
- Cerhonice
- Cetechovice
- Cetkovice
- Cítoliby
- Ctěnice
- Cvrčovice

## Č
- Častolovice
- Čechy pod Kosířem
- Čejkovice
- Čekanice
- Černá
- Černá Hora
- Černice
- Černovice
- Červená Lhota
- Červená Řečice
- Červené Janovice
- Červené Poříčí
- Červený dům
- Červený Dvůr
- Červený Hrádek (okres Chomutov)
- Červený Hrádek (okres Kolín)
- Červený Hrádek u Sedlčan
- Červený Újezdec
- Český Krumlov
- Český Rudolec
- Čestice
- Čimelice
- Čížkov
- Čížová
- Čkyně

## D
- Dačice (nový zámek)
- Dačice (starý zámek)
- Dalečín
- Dalešice
- Deštné
- Děčín
- Dětenice
- Dianin Dvůr
- Dianin chrám
- Dírná
- Diváky
- Dobrohoř
- Dobříš
- Doksany
- Doksy
- Dolní Kounice
- Dolní Krupá
- Dolní Lukavice
- Dolní Moštěnice
- Dolní Nerestce
- Dolní Přím
- Dolní Rožínka
- Dolní Valtinov
- Doubrava
- Doubravice (okres České Budějovice)
- Doubravice (okres Šumperk)
- Doudleby nad Orlicí
- Dražíč
- Drhovle
- Drnholec
- Drnovice (okres Blansko)
- Drnovice (okres Vyškov)
- Dřešínek
- Dřevíč
- Dřínov
- Dříteň
- Dub
- Duchcov
- Dukovany
- Dyje
- Dymokury

## E
- Elbančice
- Encovany
- Emin zámek

## F
- Favorit
- Ferdinandsko
- Filipov
- Frýdek-Místek
- Frýdlant
- Fryštát
- Fulnek

## G
- Golčův Jeníkov (nový zámek)
- Golčův Jeníkov (starý zámek)
- Grabštejn

## H
- Habrovany
- Habry
- Haňovice
- Hartenberg
- Hartisov
- Hauenštejn
- Hazlov
- Herálec
- Heřmanův Městec
- Hlavenec
- Hlavnice
- Hluboká
- Hlučín
- Hněvkovice
- Hnojník
- Hodonín
- Horažďovice
- Horní Branná
- Horní Cerekev
- Horní Dlouhá Loučka
- Horní Dunajovice
- Horní Libchava
- Horní Luby
- Horní Maršov
- Horní Moštěnice
- Horní Police
- Horní Tošanovice
- Horosedly
- Horšovský Týn
- Hořiněves
- Hořovice (nový zámek)
- Hořovice (starý zámek)
- Hostačov
- Hostim
- Hoštice u Volyně
- Hradec nad Moravicí
- Hrádek u Nechanic
- Hranice
- Hraniční zámek
- Hroby
- Hrotovice
- Hrubá Skála
- Hrubý Rohozec
- Hrubšice
- Hrušovany nad Jevišovkou
- Hubenov
- Humprecht
- Hustopeče nad Bečvou

## Ch
- Chaloupky
- Chlum u Třeboně
- Choceň
- Chodová Planá
- Choryně
- Chotoviny
- Choustník
- Chrámce
- Chrlice
- Chropyně
- Chroustovice
- Chřešťovice
- Chudobín
- Chuchelná
- Chvalkovice na Hané
- Chvatěruby
- Chyše
- Chýnov

## I
- Ivanovice na Hané

## J
- Jablonné v Podještědí
- Jamné
- Jánský Vrch
- Jánský zámeček
- Janov
- Janovice
- Jaroměřice
- Jaroměřice nad Rokytnou
- Jaroslavice
- Javorná
- Jemčina
- Jemnice
- Jemniště
- Jenišovice
- Jesenný
- Jevišovice (nový zámek)
- Jevišovice (starý zámek)
- Jesenec
- Jeseník nad Odrou
- Jevíčko
- Jezeří
- Jičíněves
- Jilemnice
- Jimramov
- Jindřichov
- Jindřichův Hradec
- Jistebnice (nový zámek)
- Jistebnice (starý zámek)

## K
- Kaceřov (okres Plzeň-sever)
- Kaceřov (okres Sokolov)
- Kačina
- Kalec
- Kamenice nad Lipou
- Kamenný Dvůr
- Kardašova Řečice
- Karlov (okres Klatovy)
- Karlov (okres Písek)
- Karlova Koruna
- Karlštejn
- Kestřany
- Kladská
- Klášterec nad Ohří
- Klenová
- Klimkovice
- Klobouky u Brna
- Klokočov (okres Havlíčkův Brod)
- Klokočov (okres Opava)
- Kněžice (okres Jihlava)
- Kněžice (okres Klatovy)
- Koleč
- Koloděje
- Koloděje nad Lužnicí
- Komařice
- Komorní Hrádek
- Komorov
- Konice
- Konopiště
- Kopidlno
- Korozluky
- Kosmonosy
- Kostelec nad Černými lesy
- Kostelec nad Orlicí (nový zámek)
- Kostelec nad Orlicí (starý zámek)
- Kostelní Vydří
- Košátky
- Košetice (nový zámek)
- Košetice (starý zámek)
- Kounice
- Kozel
- Králův Dvůr
- Krásné Březno
- Krásný Dvůr
- Krásný Les
- Krasonice
- Kratochvíle
- Kravaře
- Kravsko
- Krhov
- Kristin Hrádek
- Kroměříž
- Krompach
- Křetín
- Křinec
- Křižanov
- Křtiny
- Kuchelná (zámek)
- Kunín
- Kunštát
- Kunzov
- Kupařovice
- Kuřim
- Kuřívody
- Kvasetice
- Kvasiny
- Květinov
- Kyjov
- Kynžvart

## L
- Lamberk
- Lanškroun
- Lány (okres Břeclav)
- Lány (okres Kladno)
- Lázeň
- Lázně Bělohrad
- Lázně Libverda
- Lčovice
- Lednice
- Lechovice
- Lemberk
- Lenora
- Leontýnský zámek
- Leopoldsruhe
- Lesní Hluboké
- Lesonice
- Lešná (okres Vsetín)
- Lešná (okres Zlín)
- Letovice
- Lhota Rapotina
- Libá
- Liberec
- Libeňský zámek
- Liběchov
- Libějovice (nový zámek)
- Libějovice (starý zámek)
- Libice nad Doubravou
- Libkova Voda
- Liblice
- Libochovice
- Libouň
- Líčkov
- Lichtenwald
- Lipnice nad Sázavou
- Lipník nad Bečvou
- Liptál
- Líšeň
- Lišnice
- Líšno
- Liteň
- Litice nad Orlicí
- Litohoř
- Litomyšl
- Litultovice
- Litvínov
- Lnáře (nový zámek)
- Lnáře (starý zámek)
- Lniště
- Loděnice (okres Beroun)
- Loděnice (okres Brno-venkov)
- Loděnice (okres Opava)
- Lomec
- Lomnice
- Loučeň
- Loučná nad Desnou
- Louka
- Louka (starý zámek)
- Lovecký zámeček
- Luka nad Jihlavou
- Lukavec (okres Litoměřice)
- Lukavec (okres Pelhřimov)
- Lustenek
- Lusthaus
- Luštěnice
- Lužany
- Lužec
- Lysice
- Lysá nad Labem
- Lžín

## M
- Malá Skála
- Maleč
- Malý Rohozec
- Manětín
- Maříž
- Mcely
- Měčín
- Mělník
- Měšice (okres Praha-východ)
- Měšice (okres Tábor)
- Mikulov
- Milešov
- Milotice
- Miroslav
- Mitrov
- Mladá Vožice
- Moravec
- Moravská Třebová
- Moravské Budějovice
- Moravský Krumlov
- Mostov
- Mnichovo Hradiště
- Myslibořice
- Myslkovice

## N
- Nadějkov
- Náchod
- Nalžovy
- Náměšť na Hané
- Náměšť nad Oslavou
- Napajedla
- Nasavrky
- Návarov
- Nebílovy
- Neděliště
- Nejdek
- Nelahozeves
- Nemyšl
- Neměřice
- Nepomuk (Zelenohorská pošta)
- Neugebau
- Neulust
- Neznašov
- Němčice
- Nihošovice
- Nová Bystřice
- Nová Horka
- Nová Huť
- Nová Louka
- Nová Včelnice
- Nové Hrady (okres České Budějovice)
- Nové Hrady (okres Ústí nad Orlicí)
- Nové Hvězdlice
- Nové Město na Moravě
- Nové Město nad Metují
- Nové Syrovice
- Nové Veselí
- Nové Zámky u Litovle
- Nové Zámky
- Nový Berštejn
- Nový Dvůr (okres Náchod)
- Nový Dvůr (okres Opava)
- Nový Dvůr (okres Pelhřimov)
- Nový Dvůr (okres Plzeň-sever)
- Nový Falkenburk
- Nový Haimhausen
- Nový hrad
- Nový Rychnov
- Nový Stránov
- Nový Světlov
- Nové Zámky

## O
- Odolena Voda
- Ohrada
- Okrouhlice
- Olešnice
- Oltyně
- Omlenička
- Opařany
- Opatovice
- Opočno
- Opočno (letohrádek)
- Orlík
- Osek (okres Rokycany)
- Osek (okres Strakonice)
- Oselce
- Oslavany
- Osov
- Ostrolovský Újezd

## P
- Panenské Břežany (dolní zámek)
- Panenské Břežany (horní zámek)
- Pardubice
- Petrohrad
- Pátek
- Petrkov
- Pětipsy
- Písečné
- Plaveč
- Plaveč (letohrádek)
- Ploskovice
- Pluhův Žďár
- Plumlov
- Poděbrady
- Podolí (okres Brno-venkov)
- Podolí (okres Klatovy)
- Pohansko
- Pohled
- Polná
- Poruba
- Poříčí
- Potštejn
- Pouzdřany
- Pozořice
- Práče
- Protivín
- Prštice
- Průhonice
- Přečín
- Předboř
- Přerov
- Přerov nad Labem
- Přibyslav
- Přílepy

## R
- Rábín
- Rabštejn nad Střelou
- Ráby (lovecký zámeček)
- Ráby (lovecký zámeček pod Kunětickou horou)
- Račice
- Radenín
- Radešín
- Radíč
- Raduň
- Radvanov
- Rájce
- Rájec nad Svitavou
- Rakovice
- Rataje
- Ratibořice
- Rešice
- Ropice
- Rosice (okres Brno-venkov)
- Rosice (okres Chrudim)
- Roudnice nad Labem
- Roztoky u Prahy
- Ruda nad Moravou
- Rudolec
- Rudolfov
- Rumburk
- Růžkovy Lhotice
- Rybniční zámeček
- Rychnov nad Kněžnou
- Rychvald

## Ř
- Římov

## S
- Sádek
- Sedlec (Karlovy Vary)
- Sedlec (Kutná Hora)
- Sedlec (Mikulov), letohrádek Portz
- Sedlice
- Skalice (Bohumilice)
- Skalice (Skalice)
- Skalka
- Skalsko
- Skrytín
- Skřivánek
- Slatina
- Slatiňany
- Slavín
- Slavkov u Brna
- Sloup v Čechách
- Sloupno
- Smečno
- Smilov
- Smraďavka
- Smrčina
- Sokolí hnízdo
- Sokolnice
- Sokolov
- Spálené Poříčí
- Stádlec
- Stará Ves nad Ondřejnicí
- Staré Hrady
- Staré Sedlo
- Starý Hrozňatov
- Starý Rokytník
- Starý Rybník
- Strakonice
- Stránecká Zhoř
- Strání
- Stránov
- Stráž nad Nežárkou
- Strážnice
- Strážovice (okres Hodonín)
- Strážovice (okres Písek)
- Střela
- Střelské Hoštice
- Střílky
- Studená
- Studénka (nový zámek)
- Studénka (starý zámek)
- Stvolínky
- Suchdol
- Svatovítský zámek
- Svatý Tomáš
- Světec
- Světlá nad Sázavou
- Svijany
- Sychrov

## Š
- Šardice
- Šebetov
- Šénvald
- Škrle
- Škvorec (nový zámek)
- Škvorec (starý zámek)
- Škvořetice
- Šlapanice
- Šluknov
- Štědrá
- Štěchovice
- Štěkeň
- Štěnovice
- Štiřín
- Štoky
- Šumbark
- Šumperk

## T
- Tachov
- Tatenice
- Tavíkovice
- Tažovice
- Telč
- Teplice
- Terezín
- Těšany
- Toužetín
- Tovačov
- Trmice
- Troja
- Troubsko
- Troyerstein
- Trpísty
- Tršice
- Trubiska
- Třebešice (okres Benešov)
- Třebešice (okres Kutná Hora)
- Třemešek
- Třebíč
- Třeboň
- Tři Grácie
- Tři Trubky
- Tučapy
- Tupadly
- Tulešice
- Tvořihráz
- Týn nad Vltavou
- Týnec (nový zámek)
- Týnec (starý zámek)
- Tyrolský dům

## U
- Uherčice
- Uherský Ostroh

## Ú
- Údlice
- Úhrov
- Újezd
- Úsobí
- Úsov

## V
- Valašské Meziříčí
- Valeč (okres Karlovy Vary)
- Valeč (okres Třebíč)
- Valtice
- Vartenberk
- Varvažov
- Velká Bystřice
- Velké Březno
- Velké Heraltice
- Velké Hoštice
- Velké Losiny
- Velké Meziříčí
- Velké Němčice
- Velké Opatovice
- Velké Pavlovice
- Veltrusy
- Veselí nad Moravou
- Veselíčko
- Větrný Jeníkov
- Vidim
- Vimperk
- Višňové
- Vítkovec
- Vizovice
- Vlachovo Březí
- Vlasatice
- Vlašim
- Vlčí kopec
- Vlčí Pole
- Vodice
- Vohančice
- Vojnice
- Vranov nad Dyjí
- Vranová Lhota
- Vratislavice nad Nisou
- Vráž
- Vrchotovy Janovice
- Vřísek
- Vysoká u Příbramě
- Vysoký hrádek
- Vyškov

## W
- Walddorf

## Z
- Zábřeh na Moravě
- Zábřeh
- Zahradiště
- Zahrádky
- Zákupy
- Zálší
- Zámrsk
- Zásadka
- Zběšičky
- Zbiroh
- Zboží
- Zbraslav (původně klášter)
- Zdiby
- Zdíkov
- Zdounky
- Zelená hora
- Zlín
- Znojmo

## Ž
- Žacléř
- Žádlovice
- Žamberk
- Žampach
- Ždánice
- Žehušice
- Žeranovice
- Žerotínský zámek
- Žádlovice
- Žďár nad Sázavou (původně klášter)
- Židlochovice
- Žinkovy
- Žleby